# Danh sách bài hát đứng đầu bảng xếp hạng Gaon Digital Chart năm 2010
Bảng xếp hoạt đĩa đơn Gaon của bảng xếp hạng Gaon là bảng xếp hạng các ca khúc xuất sắc nhất Hàn Quốc. Dữ liệu được thu nhập hằng tuần bởi Hiệp hội âm nhạc Hàn Quốc. Nó bao gồm bảng xếp hạng tuần, được mở từ Chủ nhật đến thứ bảy, và bảng xếp hạng hằng tháng.

## Bảng xếp hạng tuần
| Tuần        | Ca khúc                                                                | Nghệ sĩ                        |
| ----------- | ---------------------------------------------------------------------- | ------------------------------ |
| 2 tháng 1   | "We Fell in Love" (tiếng Hàn Quốc: 우리 사랑하게 됐어요)               | Ga In và Jo Kwon               |
| 9 tháng 1   | "We Fell in Love" (tiếng Hàn Quốc: 우리 사랑하게 됐어요)               | Ga In và Jo Kwon               |
| 16 tháng 1  | "We Fell in Love" (tiếng Hàn Quốc: 우리 사랑하게 됐어요)               | Ga In và Jo Kwon               |
| 23 tháng 1  | "Can't Let You Go Even If I Die" (tiếng Hàn Quốc: 죽어도 못 보내)      | 2AM                            |
| 30 tháng 1  | "Can't Let You Go Even If I Die" (tiếng Hàn Quốc: 죽어도 못 보내)      | 2AM                            |
| 6 tháng 2   | "Oh!"                                                                  | Girls' Generation              |
| 13 tháng 2  | "Try to Follow Me" (tiếng Hàn Quốc: 날 따라 해봐요)                    | 2NE1                           |
| 20 tháng 2  | "Lupin" (tiếng Hàn Quốc: 루팡)                                         | Kara                           |
| 27 tháng 2  | "Lupin" (tiếng Hàn Quốc: 루팡)                                         | Kara                           |
| 6 tháng 3   | "I Go Crazy Because of You" (tiếng Hàn Quốc: 너 때문에 미쳐)           | T-ara                          |
| 13 tháng 3  | "I Go Crazy Because of You" (tiếng Hàn Quốc: 너 때문에 미쳐)           | T-ara                          |
| 20 tháng 3  | "Run Devil Run"                                                        | Girls' Generation              |
| 27 tháng 3  | "Run Devil Run"                                                        | Girls' Generation              |
| 3 tháng 4   | "Love Song" (tiếng Hàn Quốc: 널 붙잡을 노래)                           | Rain                           |
| 10 tháng 4  | "Swing" (tiếng Hàn Quốc: 그네)                                         | Lee Hyori đệm bởi Gary         |
| 17 tháng 4  | "Chitty Chitty Bang Bang"                                              | Lee Hyori đệm bởi Ceejay       |
| 24 tháng 4  | "Without U"                                                            | 2PM                            |
| 1 tháng 5   | "Spiteful Words" (tiếng Hàn Quốc: 이 거지같은 말)                      | Seo Young Eun đệm bởi Jung Yup |
| 8 tháng 5   | "Nu ABO" (tiếng Hàn Quốc: NU 예삐오)                                   | f(x)                           |
| 15 tháng 5  | "Time Please Stop" (tiếng Hàn Quốc: 시간아 멈춰라)                     | Davichi                        |
| 22 tháng 5  | "2 Different Tears"                                                    | Wonder Girls                   |
| 29 tháng 5  | "2 Different Tears"                                                    | Wonder Girls                   |
| 5 tháng 6   | "2 Different Tears"                                                    | Wonder Girls                   |
| 12 tháng 6  | "Nagging" (tiếng Hàn Quốc: 잔소리)                                     | IU với Seulong                 |
| 19 tháng 6  | "Nagging" (tiếng Hàn Quốc: 잔소리)                                     | IU với Seulong                 |
| 26 tháng 6  | "Nagging" (tiếng Hàn Quốc: 잔소리)                                     | IU với Seulong                 |
| 3 tháng 7   | "Sick Enough to Die" (tiếng Hàn Quốc: 죽을 만큼 아파서)                | MC Mong đệm bởi Mellow         |
| 10 tháng 7  | "Bad Girl Good Girl"                                                   | Miss A                         |
| 17 tháng 7  | "Bad Girl Good Girl"                                                   | Miss A                         |
| 24 tháng 7  | "Bad Girl Good Girl"                                                   | Miss A                         |
| 31 tháng 7  | "Bad Girl Good Girl"                                                   | Miss A                         |
| 7 tháng 8   | "I'm a Guy Like This" (tiếng Hàn Quốc: 나 이런사람이야)                | DJ DOC                         |
| 14 tháng 8  | "I Was Able to Eat Well" (tiếng Hàn Quốc: 밥만 잘 먹더라)              | HOMME (Changmin & Lee Hyun)    |
| 21 tháng 8  | "Madonna"                                                              | Secret                         |
| 28 tháng 8  | "I Was Able to Eat Well" (tiếng Hàn Quốc: 밥만 잘 먹더라)              | HOMME (Changmin & Lee Hyun)    |
| 4 tháng 9   | "Love Love Love" (tiếng Hàn Quốc: 사랑 사랑 사랑)                      | F.T Island                     |
| 11 tháng 9  | "Why" (tiếng Hàn Quốc: 왜)                                             | Supreme Team đệm bởi Young Jun |
| 18 tháng 9  | "Go Away"                                                              | 2NE1                           |
| 25 tháng 9  | "Go Away"                                                              | 2NE1                           |
| 2 tháng 10  | "It's You" (tiếng Hàn Quốc: 그대네요)                                  | Sung Si Kyung đệm bởi IU       |
| 9 tháng 10  | "Then Then Then" (tiếng Hàn Quốc: 그땐 그땐 그땐)                      | Supreme Team đệm bởi Young Jun |
| 16 tháng 10 | "Irreversible" (tiếng Hàn Quốc: 돌이킬 수 없는)                        | Ga In                          |
| 23 tháng 10 | "By Instinct" (tiếng Hàn Quốc: 본능적으로) (đệm bởi Swings)            | Kang Seung Yoon                |
| 30 tháng 10 | "Hoot" (tiếng Hàn Quốc: 훗)                                            | Girls' Generation              |
| 6 tháng 11  | "You Wouldn't Answer My Calls" (tiếng Hàn Quốc: 전활 받지 않는 너에게) | 2AM                            |
| 13 tháng 11 | "Always" (tiếng Hàn Quốc: 언제나)                                      | Huh Gak                        |
| 20 tháng 11 | "Always" (tiếng Hàn Quốc: 언제나)                                      | Huh Gak                        |
| 27 tháng 11 | "Like A Star" (tiếng Hàn Quốc: 별처럼)                                 | Taeyeon & The One              |
| 4 tháng 12  | "If It's Same" (tiếng Hàn Quốc: 똑같다면)                              | Brown Eyed Soul                |
| 11 tháng 12 | "Good Day" (tiếng Hàn Quốc: 좋은 날)                                   | IU                             |
| 18 tháng 12 | "Good Day" (tiếng Hàn Quốc: 좋은 날)                                   | IU                             |
| 25 tháng 12 | "Good Day" (tiếng Hàn Quốc: 좋은 날)                                   | IU                             |

## Bảng xếp hạng tháng
| Tháng    | Ca khúc                                                           | Nghệ sĩ                        | Bán ra               | Xếp hạng cuối năm |
| -------- | ----------------------------------------------------------------- | ------------------------------ | -------------------- | ----------------- |
| Tháng 1  | "Can't Let You Go Even If I Die" (tiếng Hàn Quốc: 죽어도 못 보내) | 2AM                            | 3,352,827            | 14                |
| Tháng 2  | "Oh!"                                                             | Girls' Generation              | 3,316,889            | 5                 |
| Tháng 3  | "Run Devil Run"                                                   | Girls' Generation              | 2,171,755            | 25                |
| Tháng 4  | "Chitty Chitty Bang Bang"                                         | Lee Hyori đệm bởi Ceejay       | 2,053,931            | 42                |
| Tháng 5  | "Time Please Stop" (tiếng Hàn Quốc: 시간아 멈춰라)                | Davichi                        | 2,676,554            | 15                |
| Tháng 6  | "Nagging" (tiếng Hàn Quốc: 잔소리)                                | IU đệm bởi Seulong             | 3,008,795            | 2                 |
| Tháng 7  | "Bad Girl Good Girl"                                              | Miss A                         | 3,119,784            | 1                 |
| Tháng 8  | "I Was Able to Eat Well" (tiếng Hàn Quốc: 밥만 잘 먹더라)         | HOMME                          | 2,533,104            | 7                 |
| Tháng 9  | "Go Away"                                                         | 2NE1                           | 2,444,933            | 4                 |
| Tháng 10 | "Then Then Then" (tiếng Hàn Quốc: 그땐 그땐 그땐)                 | Supreme Team đệm bởi Young Jun | 2,108,253            | 8                 |
| Tháng 11 | "Hoot" (tiếng Hàn Quốc: 훗)                                       | Girls' Generation              | 2,138,179            | 10                |
| Tháng 12 | "Good Day" (tiếng Hàn Quốc: 좋은 날)                              | IU                             | 3,348,920(2010~2011) | 21                |

## Liên kết
- Gaon Digital Chart - Trang chủ chính thức (tiếng Hàn)